# Jean Bricmont
Jean Bricmont (Uccle, 12 aprile 1952) è un fisico e filosofo belga, coautore, con il fisico statunitense Alan Sokal, di Imposture Intellectuelles, testo in cui i due si scagliano contro i filosofi e i sociologi postmoderni che accusano di narcisismo e fumisterie intellettualistiche nonché di relativismo cognitivo. I bersagli sono Bruno Latour, Jacques Lacan, Gilles Deleuze (Nota: nessuno degli autori citati, forse eccetto Latour, è un postmoderno. I seminari lacaniani occorrono tra i '50 e gli anni 1980. Si scagliano certamente contro autori che ritengono fumosi... ma non postmoderni) e i loro epigoni delle università americane.